# Reuven Fecher
Reuven Fecher, également connu sous le nom de Reuven Perach, en hébreu : ראובן פכר, né le 29 avril 1933, est un ancien joueur israélien de basket-ball.